# San Vicente (Bolívar)
San Vicente ist eine Ortschaft und eine Parroquia rural („ländliches Kirchspiel“) im Kanton San Miguel de Bolívar der ecuadorianischen Provinz Bolívar. Die Parroquia besitzt eine Fläche von 30,5 km². Die Einwohnerzahl lag im Jahr 2010 bei 1143.

## Lage
Die Parroquia San Vicente liegt in der Cordillera Occidental. Entlang der westlichen Verwaltungsgrenze fließt der Río Chimbo nach Süden und entwässert dabei das Areal. Der Río Cañi fließt entlang der südlichen Verwaltungsgrenze in Richtung Westsüdwest und mündet im äußersten Südwesten der Parroquia in den Río Chimo. Der etwa 2460 m hoch gelegene Hauptort befindet sich 2,5 km ostsüdöstlich vom Kantonshauptort San Miguel.
Die Parroquia San Vicente grenzt im Westen an die Parroquia San Miguel, im Norden und im Osten an die Parroquia Santiago sowie im Süden an die Provinz Chimborazo mit der Parroquia Cañi (Kanton Colta).